# Gråmanstorps socken
Gråmanstorps socken i Skåne ingick i Norra Åsbo härad och området ingår sedan 1971 i Klippans kommun och motsvarar från 2016 Klippans distrikt.
Socknens areal är 44,16 kvadratkilometer land. År 2000 fanns här 6 272 invånare.  Tätorten Klippan samt kyrkbyn Gråmanstorp med sockenkyrkan Gråmanstorps kyrka ligger i socknen.

## Administrativ historik
Socknen har medeltida ursprung.
Vid kommunreformen 1862 övergick socknens ansvar för de kyrkliga frågorna till Gråmanstorps församling och för de borgerliga frågorna bildades Gråmanstorps landskommun. Landskommunen ombildades 1945 till Klippans köping som 1971 ombildades till Klippans kommun. Församlingen namnändrades 1945 till Klippans församling. Församlingen utökades 2006.
1 januari 2016 inrättades distriktet Klippan, med samma omfattning som församlingen hade 1999/2000.
Socknen har tillhört län, fögderier, tingslag och domsagor enligt vad som beskrivs i artikeln Norra Åsbo härad. De indelta soldaterna tillhörde Norra skånska infanteriregementet, Norra Åsbo kompani. 

## Geografi
Gråmanstorps socken ligger sydost om Ängelholm med Rönne å i sydväst. Socknen är en odlad slättbygd i söder och småkuperad skogsbygd i norr.

## Fornlämningar
Boplatser från stenåldern är funna. Från bronsåldern finns gravhögar och skålgropsförekomster. Från järnåldern finns åtta gravfält.

## Namnet
Namnet skrevs 1378 Grymelstorp och kommer från kyrkbyn. Efterleden är torp, 'nybygge'. Förleden är troligen mansnamnet Grimulf..